# Comandament de l'Exèrcit Oest
El Comandament de l'Exèrcit Oest (alemany: Oberbefehlshaber West, o símplement OB West) va ser el comandament suprem del Westheer, les forces armades alemanyes al Front Occidental durant la Segona Guerra Mundial; però no tenia un control real sobre les tropes navals ni sobre l'aviació presents a la seva zona de comandament, a diferència del que succeïa al SHAEF Aliat. Estava directament subordinat a l'Oberkommando der Wehrmacht, l'alt comandament de les forces armades. La zona sota el comandament del OB West varià a mida que la guerra progressava. En el moment de màxima extensió arribava fins a la costa atlàntica francesa. Al final de la Segona Guerra Mundial a Europa estava reduït a tropes a Baviera.

## Història

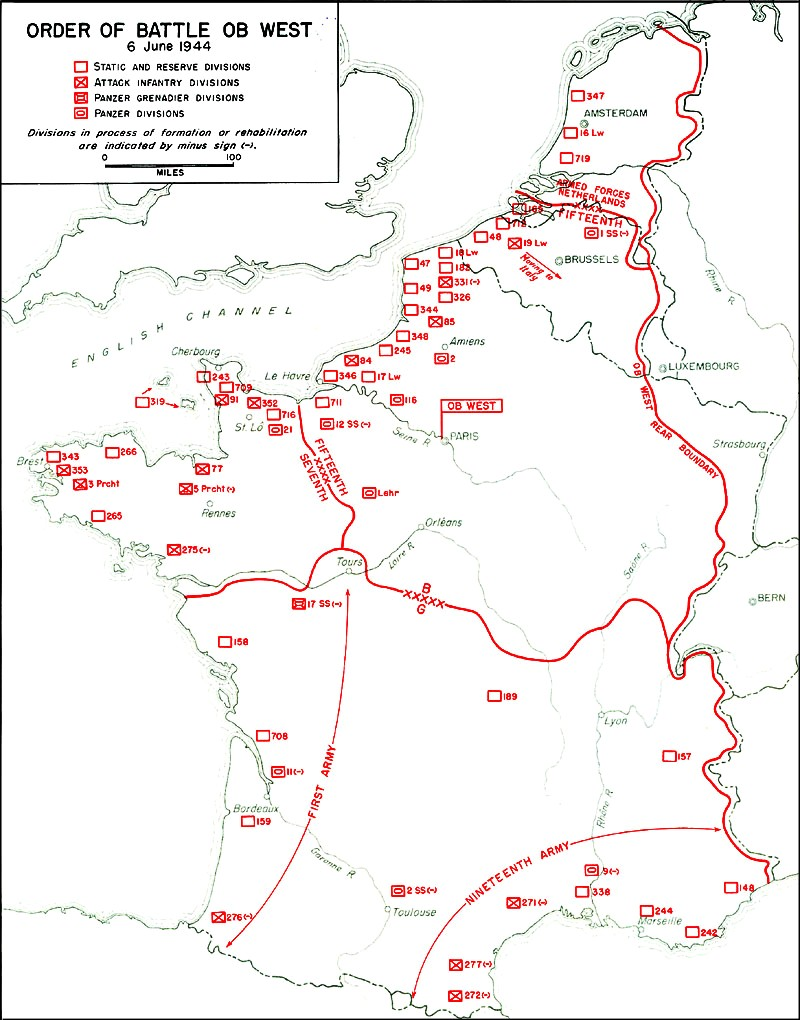
Situació de l'OB West el 6 de juny de 1944

El 10 d'octubre de 1940, el Heeresgruppe A va rebre oficialment la denominació d'Oberbefehlshaber West i el comandament del 9. Armee i del 16. Armee, estacionats a Normandia i al nord de França, dins dels preparatius per a la invasió d'Anglaterra.
El Heeresgruppe D, constituït oficialment el 26 d'octubre de 1940 a França a partir d'elements i de personal del Quarter General del Heeresgruppe C, comandà les unitats de l'exèrcit d'ocupació de França, Bèlgica i els Països Baixos.
Amb l'abandonament de l'operació Lleó Marí, l'estat major de l'OB West va ser enviat a l'est l'1 d'abril de 1941. El Heeresgruppe D rebé llavors la denominació d'Oberbefehlshaber West el 15 d'abril de 1941. La utilització del terme Heeresgruppe D va ser suprimida el 10 de setembre de 1944, subsistint només el 'Oberbefehlshaber West.
Fins al novembre de 1943, l'OB West servirà de fet de reserva d'unitats a l'Oberkommando der Wehrmacht pel Front Oriental, i en una menor mesura, per a Itàlia i els Balcans.
El 25 de març de 1945, l'Oberbefehlshaber West canvià el nom per esdevenir l'Oberbefehlshaber Süd.

## Comandants
Plantilla:Officeholder table end

## Orde de batalla des de juny de 1944 a gener de 1945
| №   |                     | Name | Pren possessió        | Deixa el càrrec       | Temps en el càrrec |
| --- | ------------------- | --- | --------------------- | --------------------- | ------------------ |
| 1   | Gerd von Rundstedt  | Generalfeldmarschall Gerd von Rundstedt (1875–1953)                                                                                 | 10 d'octubre de 1940  | 1 d'abril de 1941     | 173 dies           |
| 2   | Erwin von Witzleben | Generalfeldmarschall Erwin von Witzleben (1881–1944)                                                                                | 1 de maig de 1941     | 15 de març de 1942    | 348 dies           |
| (1) | Gerd von Rundstedt  | Generalfeldmarschall Gerd von Rundstedt (1875–1953) s'informà oficialment que s'havia retirat a causa de l'edat i que patia del cor | 15 de març de 1942    | 2 de juliol de 1944   | 840 dies           |
| 3   | Günther von Kluge   | Generalfeldmarschall Günther von Kluge (1882–1944) se suïcidà el 19 d'agost de 1944 després de ser reclamat a Berlín                | 2 de juliol de 1944   | 17 d'agost de 1944    | 46 dies            |
| -   | Walter Model        | Generalfeldmarschall Walter Model (1891–1945) relleu temporal, car continuà com a commandant del Grup d'Exèrcits B                  | 17 d'agost de 1944    | 3 de setembre de 1944 | 17 dies            |
| (1) | Gerd von Rundstedt  | Generalfeldmarschall Gerd von Rundstedt (1875–1953) rellevat després que els Aliats travessessin el Rin                             | 3 de setembre de 1944 | 11 de març de 1945    | 189 dies           |
| 4   | Albert Kesselring   | Generalfeldmarschall Albert Kesselring (1885–1960)                                                                                  | 11 de març de 1945    | 22 d'abril de 1945    | 42 dies            |

| Grup d'Exèrcits B          | Grup d'Exèrcits B | Grup d'Exèrcits B                            | Panzer Group West | Grup d'Exèrcits G | Grup d'Exèrcits G | Grup d'Exèrcits H  | Grup d'Exèrcits H | Grup d'Exèrcits D       |
| 7. Armee                   | 15. Armee         | 6. SS Panzerarmee (Desembre 1944-Gener 1945) | 5. Panzerarmee    | 1. Armee          | 19. Armee         | 1. Fallschirmarmee | 25. Armee         | Estructura de l'OB West |
| LXXXIV Korps               | LXXXVIII Korps    | I SS Panzerkorps                             | I SS Panzerkorps  | XII Korps         | LXII Korps        | II Fallschirmkorps | XXX Korps         |                         |
| II Fallschirmkorps         | LXXXVIII Korps    | II SS Panzerkorps                            | XLVII Panzerkorps | XXIV Korps        | LXXXV Korps       | LXXXVI Korps       |                   |                         |
| LIII Korps (Decembre 1944) | LXXXVI Korps      | LXVII Korps                                  | II SS Panzerkorps | XXIV Korps        | LXXXV Korps       | LXXXVI Korps       |                   |                         |